# Heterorhabdus medianus
Heterorhabdus medianus är en kräftdjursart som beskrevs av Mungo Park 1970. Heterorhabdus medianus ingår i släktet Heterorhabdus och familjen Heterorhabdidae. Inga underarter finns listade i Catalogue of Life.